# Teamwork
Teamwork is het concept dat mensen samenwerken als een team. Dit concept is verspreid van de sportwereld tot de zakenwereld. Door sommigen wordt teamwork zelfs beschouwd als een leeg modewoord.
In de 21ste eeuw, als de mens in het algemeen verfijnder wordt en de samenleving technischer wordt, wordt werken als een team een steeds groter voordeel bij het afwerken van taken.
Sommige zaken kunnen onmogelijk door één persoon tot een goed einde worden gebracht. Grote doelstellingen vereisen vaak dat mensen samenwerken. Bij sollicitatiegesprekken wordt vaak de vraag gesteld wat de kandidaat verstaat onder het concept teamwork. De reden hiervoor is dat de bedrijven van vandaag willen dat hun collega's samenwerken als een hechte groep. Het is wel van essentieel belang dat er een duidelijke taakverdeling is binnen het team, liefst zo dat ieders talent ten volle tot zijn recht komt. Omdat teamwork de gewenste doelstelling van vele organisaties is, zullen zij dikwijls deelnemen aan teambuilding-evenementen in een poging om zo hun mensen als team te laten werken in plaats van individueel.

## Vaardigheden nodig voor succesvol teamwork
Er zijn negen essentiële vaardigheden die iedereen moet leren om succesvol het concept teamwork bij te leren. De vaardigheden zijn:
1. Luisteren : het is belangrijk om te luisteren naar ideeën van andere mensen. Als mensen vrij zijn hun ideeën te uiten, dan zullen deze ideeën andere ideeën produceren.
2. Vragen : het is belangrijk om vragen te stellen en te overleggen om de doelstellingen van het team te bereiken.
3. Overtuig : individuen worden aangemoedigd om hun ideeën uit te leggen, te verdedigen en uiteindelijk hun ideeën aan te passen.
4. Respecteer : Het is belangrijk om andere ideeën te respecteren en te ondersteunen.
5. Help : het is essentieel om elkaar te helpen, dit is dan ook het algemene idee van teamwork.
6. Delen : het is ook belangrijk om informatie te delen met het team om zo een omgeving van teamwork te creëren.
7. Deelnemen : iedereen wordt aangemoedigd om deel te nemen in het team.
8. Waarderen: waardeer de inbreng van de ander en wees nieuwsgierig.
9. Vieren : Vier de successen en soms ook het proces, even de ontspanning opzoeken en genieten van wat er al is bereikt.